# 南非星鯊
南非星鲨（学名：Mustelus palumbes），又稱南非貂鯊，為軟骨魚綱真鯊目皺唇鯊科星鯊屬的一種，分布於東南大西洋納米比亞至南非納塔爾海域，深度0至443公尺，本魚體延長，頭部扁平，背面灰色的, 腹面白色，沿著身體有成列或分散的白色小斑點，體長最大可達120公分，體重可達13.8公斤，棲息在沙石底質大陸棚及大陸坡上層水域，屬肉食性，以甲殼類、頭足類及其他魚類為食，卵胎生，生活習性不明，可做為食用魚。